# ويليام إدوارد هيتون
ويليام إدوارد هيتون (بالإنجليزية: William Edward Heaton)‏ هو عسكري جنوب أفريقي، ولد في 2 يناير 1875 في Ormskirk ‏ في المملكة المتحدة، وتوفي في 5 يونيو 1941 في ساوثبورت ‏ في المملكة المتحدة.